# Bernwiller
Bernwiller – miejscowość i gmina we Francji, w regionie Grand Est, w departamencie Górny Ren. W 2013 roku populacja gminy wynosiła 685 mieszkańców. 
1 stycznia 2016 roku połączono dwie wcześniejsze gminy: Bernwiller oraz Ammertzwiller. Siedzibą gminy została miejscowość Ammertzwiller, jednak nowa gmina przyjęła nazwę Bernwiller. 